# Tildia anemosa
Tildia anemosa is een vlinder uit de familie van de Nymphalidae. De wetenschappelijke naam van de soort is voor het eerst voorgesteld als Acraea anemosa door William Chapman Hewitson in een publicatie uit 1865.

## Verspreiding
De soort komt voor in de savannes en open bossen van Congo-Kinshasa (Lualaba), Zuid-Somalië, Oeganda, Kenia (kust), Tanzania, Angola, Zambia, Malawi, Mozambique, Namibië, Zimbabwe, Botswana, Zuid-Afrika en Swaziland.

## Waardplanten
De rups leeft op soorten van de passiebloemfamilie (Passifloraceae) waaronder Adenia digitata (Harv.) Engl., Adenia glauca Schinz, Adenia venenata Forssk. en Passiflora incarnata L. en op Vitis (Vitaceae).